# Araneus hirsti
Araneus hirsti là một loài nhện trong họ Araneidae.
Loài này thuộc chi Araneus. Araneus hirsti được Roger de Lessert miêu tả năm 1915.